# Ammospermophilus
Ammospermophilus es un género de roedores esciuromorfos de la familia Sciuridae conocidos comúnmente como ardillas de tierra antílope o ardillas antílope. Se encuentran en EE. UU. y México.

## Especies
Se han descrito las siguientes especies:
- Ammospermophilus harrisii
- Ammospermophilus insularis
- Ammospermophilus interpres
- Ammospermophilus leucurus
- Ammospermophilus nelsoni